# Australie aux Jeux olympiques d'été de 1932
L'Australie participe aux Jeux olympiques d'été de 1932 à Los Angeles aux États-Unis. Les treize athlètes australiens, neuf hommes et quatre femmes, y ont obtenu cinq médailles : trois d'or, une d'argent et une de bronze.

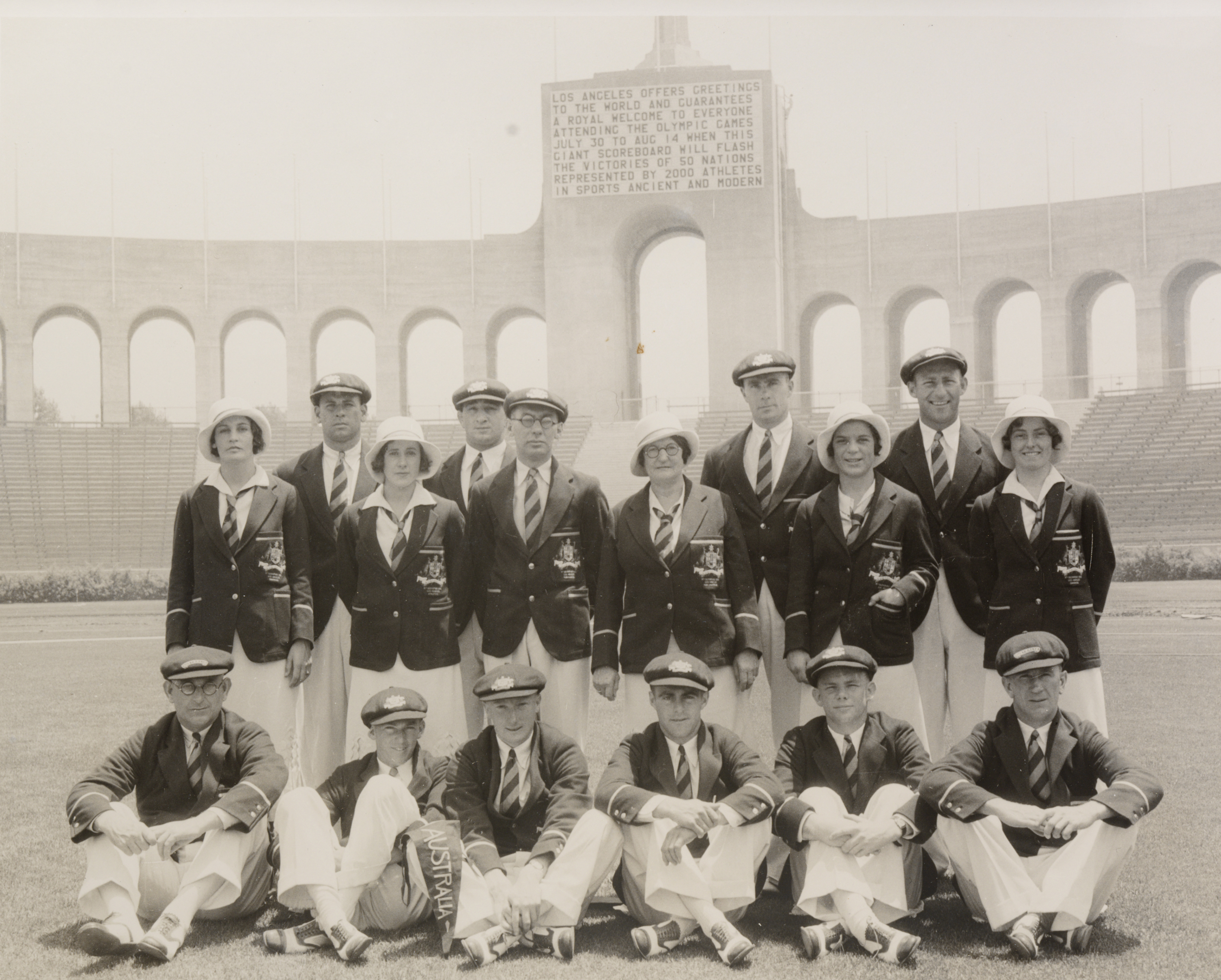
Léquipe d'Australie au complet aux Jeux olympiques de 1932.

## Médailles
| Médaille | Discipline | Épreuve                                   | Athlète           |
| -------- | ---------- | ----------------------------------------- | ----------------- |
| Or       | Cyclisme   | Kilomètre                                 | Dunc Gray         |
| Or       | Aviron     | Skiff                                     | Bobby Pearce      |
| Or       | Natation   | 200 mètres nage libre femmes              | Clare Dennis      |
| Argent   | Natation   | 100 mètres dos femmes                     | Philomena Mealing |
| Bronze   | Lutte      | Lutte libre - Poids mi-lourds, 79 - 87 kg | Eddie Scarf       |

## Athlètes engagés

### Athlétisme
Hommes
| Athlète        | Épreuve          | Série        | Série              | Quart de finale | Quart de finale | Demi-finale    | Demi-finale        | Finale         | Finale |
| Athlète        | Épreuve          | Résultat     | Rang               | Résultat        | Rang            | Résultat       | Rang               | Résultat       | Rang   |
| -------------- | ---------------- | ------------ | ------------------ | --------------- | --------------- | -------------- | ------------------ | -------------- | ------ |
| George Golding | 400 m            | 49 s 0       | 2e de sa série     | 48 s 6          | 3e de sa série  | 48 s 0         | 3e de sa série     | 48 s 8         | 6e     |
| George Golding | 400 mètres haies | 55 s 2       | 3e de sa série     | NC              | NC              | 53 s 1         | 4e de sa série (E) | NC             | NC     |
| Bill Barwick   | 1500 mètres      | 4 min 03 s 5 | 7e de sa série (E) | NC              | NC              | NC             | NC                 | NC             | NC     |
| Alex Hillhouse | 5000 mètres      | NC           | NC                 | NC              | NC              | 15 min 14 s 00 | 6e de sa série     | 15 min 15 s 00 | 10e    |

Femmes
| Athlète       | Épreuve | Série    | Série          | Quart de finale | Quart de finale | Demi-finale | Demi-finale | Finale   | Finale |
| Athlète       | Épreuve | Résultat | Rang           | Résultat        | Rang            | Résultat    | Rang        | Résultat | Rang   |
| ------------- | ------- | -------- | -------------- | --------------- | --------------- | ----------- | ----------- | -------- | ------ |
| Eileen Wearne | 100 m   | 12 s 50  | 4e de sa série | NC              | NC              | NC          | NC          | NC       | NC     |

### Aviron
| Athlète      | Épreuve | Séries        | Séries   | Repêchages | Repêchages | Demi-finales | Demi-finales | Finale        | Finale                         |
| Athlète      | Épreuve | Temps         | Résultat | Temps      | Résultat   | Temps        | Résultat     | Temps         | Résultat                       |
| ------------ | ------- | ------------- | -------- | ---------- | ---------- | ------------ | ------------ | ------------- | ------------------------------ |
| Bobby Pearce | Skiff   | 7 min 27 s 00 | 1er      | /          | /          | /            | /            | 7 min 44 s 40 | Médaille d'or, Jeux olympiques |

### Cyclisme
Hommes
| Athlète   | Épreuve              | Série    | Série           | Quart de finale | Quart de finale | Demi-finale | Demi-finale | Finale        | Finale                         |
| Athlète   | Épreuve              | Résultat | Rang            | Résultat        | Rang            | Résultat    | Rang        | Résultat      | Rang                           |
| --------- | -------------------- | -------- | --------------- | --------------- | --------------- | ----------- | ----------- | ------------- | ------------------------------ |
| Dunc Gray | Kilomètre            | NC       | NC              | NC              | NC              | NC          | NC          | 1 min 13 s 00 | Médaille d'or, Jeux olympiques |
| Dunc Gray | Vitesse individuelle | 13 s 20  | 1er de sa série | 12 s 09         | Vainqueur       | ???         | Perdant     | ???           | 4e                             |

### Lutte
| Lutte libre |                 |                        |                        |                         |                                     |
| Eddie Scarf | Poids Mi-Lourds | Harry Madison Victoire | Thure Sjöstedt Défaite | Peter Mehringer Défaite | Médaille de bronze, Jeux olympiques |

### Natation
Hommes
| Athlète      | Épreuve           | Série          | Série              | Demi-finale    | Demi-finale        | Finale         | Finale |
| Athlète      | Épreuve           | Résultat       | Rang               | Résultat       | Rang               | Résultat       | Rang   |
| ------------ | ----------------- | -------------- | ------------------ | -------------- | ------------------ | -------------- | ------ |
| Noel Ryan    | 100 m nage libre  | 1 min 02 s 90  | 4e de sa série (E) | NC             | NC                 | NC             | NC     |
| Noel Ryan    | 400 m nage libre  | 5 min 01 s 90  | 1er de sa série    | 4 min 59 s 70  | 5e de sa série (E) | NC             | NC     |
| Boy Charlton | 400 m nage libre  | 4 min 59 s 8   | 1er de sa série    | 5 min 02 s 10  | 3e de sa série     | 4 min 58 s 60  | 6e     |
| Boy Charlton | 1500 m nage libre | 20 min 09 s 50 | 2e de sa série     | 19 min 53 s 10 | 4e de sa série (E) | NC             | NC     |
| Noel Ryan    | 1500 m nage libre | 20 min 12 s 60 | 2e de sa série     | 19 min 52 s 50 | 3e de sa série     | 19 min 45 s 10 | 4e     |

Femmes
| Athlète           | Épreuve          | Série         | Série              | Demi-finale   | Demi-finale     | Finale        | Finale                             |
| Athlète           | Épreuve          | Résultat      | Rang               | Résultat      | Rang            | Résultat      | Rang                               |
| ----------------- | ---------------- | ------------- | ------------------ | ------------- | --------------- | ------------- | ---------------------------------- |
| Frances Bult      | 100 m nage libre | 1 min 11 s 40 | 3e de sa série     | 1 min 10 s 20 | 2e de sa série  | 1 min 09 s 90 | 5e                                 |
| Frances Bult      | 400 m nage libre | 6 min 03 s 00 | 3e de sa série (E) | NC            | NC              | NC            | NC                                 |
| Philomena Mealing | 100 m dos        | NC            | NC                 | 1 min 21 s 60 | 2e de sa série  | 1 min 21 s 30 | Médaille d'argent, Jeux olympiques |
| Clare Dennis      | 200 m brasse     | NC            | NC                 | 3 min 08 s 20 | 1re de sa série | 3 min 06 s 30 | Médaille d'or, Jeux olympiques     |